# Sabina Brătianu-Cantacuzino
Sabina Brătianu-Cantacuzino (n. 1863, Florica, România – d. 23 august 1944, București, România) a fost o poetă română, prozatoare, eseistă, dramaturg, critic literar și activistă în domeniul sănătății. 

## Biografie
A fost fiica lui Ion C. Brătianu și a Piei Brătianu și i-a avut ca frați pe Florica I. C. Brătianu, Ion I. C. Brătianu, Dinu Brătianu, Vintilă I. C. Brătianu, Maria I. C. Pilat, Tatiana I. C. Niculescu-Dorobanțu și Pia I. C. Alimăneșteanu. În 1885 s-a căsătorit cu doctorul Constantin Cantacuzino.

## Activitate
Sabina Brătianu-Cantacuzino a fost membră a Uniunii Scriitorilor din România, filiala Bacău. A fost pasionată de muzică, teatru și arte plastice și a deținut colecții de pictură românească și de obiecte de artă populară. De asemenea, a ajutat la înființarea Muzeului de artă „Toma Stelian” și a Universității Libere. A lucrat la Așezământul Regina Maria pentru bătrâni și săraci și a fost președintă a Asociației pentru Profilaxia Tuberculozei. A înființat un cămin de copii, iar în timpul Primului Război Mondial a condus Spitalul nr. 108 din București.
În timpul retragerii guvernului la Iași, în 1918, a vrut să rămână în Bucureștiul ocupat de germani și a fost internată în arest la Mănăstirea Pasărea împreună cu cumnata ei și copilul acesteia de doi ani.
La 100 de ani de la nașterea tatălui ei, a scris o cronică a familiei, Din viața familiei I. C. Brătianu, care a cunoscut mai multe ediții și volume.
A murit în urma unui cancer esofagian în data de 23 august 1944.

## Distincții
- Ordinul Meritul Cultural în gradul de Cavaler cl. I, pentru cultură (23 septembrie 1942)[7]

## Opera
- Din viața familiei I.C. Brătianu: 1821–1891, Editura Universul, București, 1933
- Din viața familiei I.C. Brătianu: războiul 1914–1919, Editura Universul, București, 1937